# 李俊甫
李俊甫（1903年—1981年），字相杰，男，河南洛宁人，中国物理化学家，曾任新乡师范学院院长，第三届全国人大代表。